# Нэлепп, Георгий Михайлович
Гео́ргий Миха́йлович Нэ́лепп (7 (20) апреля 1904, с. Бобруйки Черниговской губернии, ныне Козелецкого района Черниговской области — 18 июня 1957, Москва) — советский оперный певец (тенор). Народный артист СССР (1951). Лауреат трёх Сталинских премий (1942, 1949, 1950).

## Очерк биографии и творчества
Родился в селе Бобруйки (ныне в Козелецком районе Черниговской области Украины) в крестьянской семье. В 1926 году окончил Военно-топографическую школу в Ленинграде. Участвовал в воинской самодеятельности. В 1930 окончил Ленинградскую консерваторию им. Н. А. Римского-Корсакова (класс И. С. Томарса). В 1929—1944 годах — солист Ленинградского театра оперы и балета им. С. М. Кирова (ныне Мариинский театр), в 1944—1957 — Большого театра в Москве. Исполнил около пятидесяти партий, принял участие в 1580 спектаклях. Вершины искусства Нэлеппа — партии Германа («Пиковая дама» П.И. Чайковского) и Садко («Садко» Н. А. Римского-Корсакова).
Гастролировал на оперных и концертных сценах городов СССР и за рубежом (1948, Чехословакия). Принял участие в радиопостановках оперетт «Сильва» И. Кальмана (Эдвин), «Дочь мадам Анго» Ш. Лекока (Анж Питу), «Мартин-рудокоп» К. Целлера (Мартин). В 1954 году снялся в роли Самозванца в фильме-опере «Борис Годунов».
Похоронен на Новодевичьем кладбище (участок № 3).

Могила Г. М. Нэлеппа на Новодевичьем кладбище в Москве

Один из крупнейших советских оперных певцов своего времени, Нэлепп создавал психологически глубокие, рельефные образы. Обладал яркой индивидуальностью как актёр. Природа богато наделила певца многочисленными художественными достоинствами, поразительным по трепетности и насыщенности разнообразными красками и оттенками голосом, который к тому же не нуждался в какой-то особой вокальной «постановке».
Нэлепп — автор критических статей, в основном, о проблемах современного музыкального театра, например, «Воспитание артиста» (журнал «Советская музыка», 1954) и «Критика и театр» (журнал «Театр», 1957 №6).
Ряд опер с участием певца и романсов в его исполнении выпущен на грампластинках (позже на компакт-дисках), наиболее известны записи «Пиковой дамы» (1950, дирижёр А. Ш. Мелик-Пашаев) и «Садко» (1952, дирижёр Н. С. Голованов). В 2009 г. снят телефильм «Георгий Нэлепп – звезда советской оперы».

## Награды и звания
- Заслуженный артист РСФСР (1939)
- Народный артист РСФСР (1947)
- Народный артист СССР (1951)
- Сталинская премия первой степени (1942) — за исполнение партии княжича Юрия в опере «Чародейка» П. И. Чайковского
- Сталинская премия второй степени (1949) — за исполнение партии Еника в опере «Проданная невеста» Б. Сметаны[2]
- Сталинская премия первой степени (1950) — за исполнение заглавной роли в опере «Садко» Н. А. Римского-Корсакова[3].
- Два ордена Трудового Красного Знамени (1939, 1951)
- Орден «Знак Почёта» (1940)
- Медаль «За доблестный труд в Великой Отечественной войне 1941—1945 гг.»

## Оперные партии
- 1944 — «Пиковая дама» П. И. Чайковского — Герман *
- 1945 — «Иван Сусанин» М. И. Глинки — Собинин *
- 1945 — «Кармен» Ж. Бизе — Хозе *
- 1946 — «Борис Годунов» М. П. Мусоргского — Самозванец *
- 1946 — «Сказка о царе Салтане» Н. А. Римского-Корсакова — Гвидон
- 1947 — «Великая дружба» В. И. Мурадели — Муртаз
- 1947 — «Майская ночь» Н. А. Римского-Корсакова — Левко
- 1949 — «Садко» Н. А. Римского-Корсакова — Садко *
- 1949 — «Галька» С. Монюшко — Йонтек *
- 1949 — «Проданная невеста» Б. Сметаны — Еник *
- 1950 — «Хованщина» М. П. Мусоргского — Голицын
- 1951 — «Аида» Дж. Верди — Радамес *
- 1951 — «От всего сердца» Г. Л. Жуковского — Родион
- 1953 — «Декабристы» Ю. А. Шапорина — Пётр Каховский *
- 1953 — «Фиделио» Л. ван Бетховена — Флорестан *
- 1955 — «Никита Вершинин» Д. Б. Кабалевского — Незеласов
- «Псковитянка» Н. А. Римского-Корсакова — Михайло Туча *
- «Чародейка» П. И. Чайковского — Юрий *
- «Черевички» П. И. Чайковского — Вакула *
- «Евгений Онегин» П. И. Чайковского — Ленский
- «Руслан и Людмила» М. И. Глинки — Финн *
- «Броненосец "Потёмкин"» О. С. Чишко — Матюшенко
- «Чёрный Яр» А. Ф. Пащенко — Чапаев и Архип
- «В бурю» Т. Н. Хренникова — Лёнька
- «Емельян Пугачёв» М. В. Коваля — Хлопуша
- «Паяцы» Р. Леонкавалло — Канио
- «Трубадур» Дж. Верди — Манрико
- «Щорс» Г. К. Фарди — Щорс
- «Гугеноты» Дж. Мейербер — Рауль
- «Тихий Дон» И. И. Дзержинского — Григорий Мелехов
- «Сильва» И. Кальмана (оперетта) — Эдвин
- «Дочь мадам Анго» Ш. Лекока (оперетта) — Анж Питу
- «Мартин-рудокоп» К. Целлера (оперетта) — Мартин

(*) — записаны на грампластинки и компакт-диски.

### Озвучивание
- 1956 — Небесное созданье (анимационный).

## Комментарии
1. ↑  Ныне: на территории Козелецкого района (Черниговская область, Украина).